# 内閣広報室
内閣広報室（ないかくこうほうしつ、英語: Cabinet Public Affairs Office）は、日本の内閣官房の内部組織の一つ。
内閣広報室は、内閣広報官を長とする組織である。首相官邸ホームページの管理・運営、内閣総理大臣や内閣官房長官による記者会見の実施、内閣又は首相の重要政策に関する広報などを行っている。
2012年（平成24年）12月の第2次安倍内閣成立以降、内閣広報室の民間採用枠として、博報堂に代わり9年連続で事実上1〜2人の電通職員枠が設けられていた。新型コロナウイルス感染症の流行に対する持続化給付金事業を巡る委託事業と同じく、政府と電通との蜜月関係や関係の近さが指摘されている。